# Абернати, Хуанита
Хуанита Абернати (англ. Juanita Odessa Jones Abernathy, 1 декабря 1931 или 24 декабря 1929, Юнионтаун, Алабама — 12 сентября 2019, Атланта) — американская активистка за гражданские права и жена Ральфа Абернати.

## Жизнь

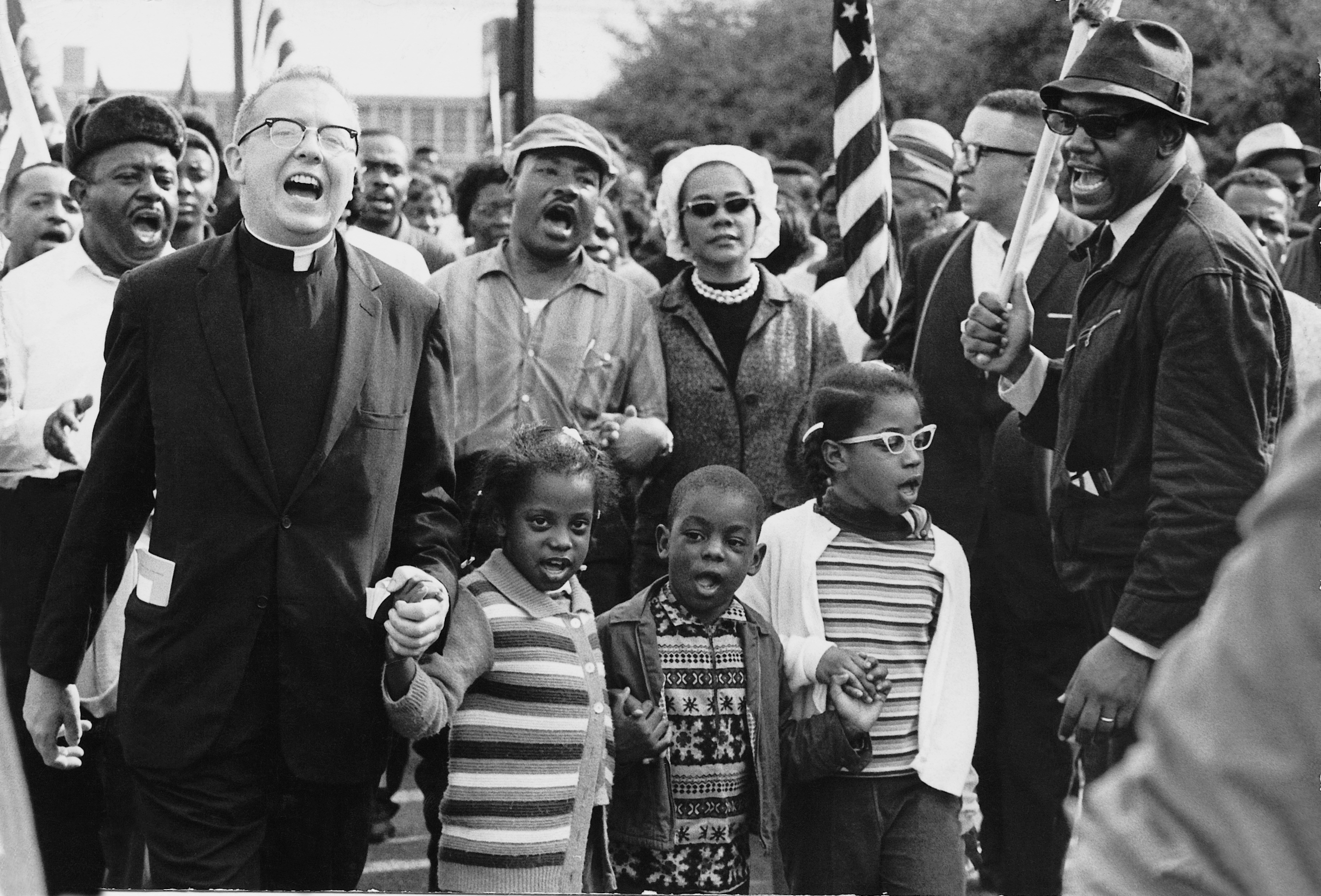
Хуанита Абернати и её муж Ральф Дэвид Абернати следуют за доктором Мартином Лютером Кингом и его женой Кореттой Скотт Кинг, пока дети Абернати маршируют впереди, во главе Марша от Сельмы до Монтгомери, 1965 год.

Хуанита Одесса Джонс родилась в Юнионтауне, штат Алабама. Она училась в Университете Сельмы, а после этого поступила в Университет штата Теннесси, и окончила его. Она работала учителем, также работала в Mary Kay Cosmetics. Она также входила в попечительский совет Школы религии Морхаус и в совет директоров Лиги женщин-избирательниц округа Атланта-Фултон и Управления скоростного транспорта Атланты.
Она была частью команды, организовавшей бойкот автобусов в Монтгомери в декабре 1955 — декабре 1956 года. В 1957 году её дом подвергся бомбардировке. В 1965 году она участвовала в Марше от Сельмы до Монтгомери.
В 2013 году городской совет Атланты наградил её прокламацией.

## Семья
Она вышла замуж за Ральфа Абернати 31 августа 1952 года. У пары было пятеро детей: Ральф Дэвид Абернати-младший, Джуандалинн Ральфеда, Донзали Авис, Ральф Дэвид Абернати III и Кваме Лутули Абернати. Их первый ребёнок, Ральф Абернати-младший, внезапно умер 18 августа 1953 года, менее чем через 2 дня после его рождения 16 августа, в то время как другие их дети дожили до совершеннолетия.